# Ricky Ray Rector
Ricky Ray Rector (12 gennaio 1950 – Conway, 24 gennaio 1992) è stato un criminale statunitense, condannato a morte.

## Biografia
Il 21 marzo 1981 si recò all'ingresso della sala da ballo Tommy's Old-Fashioned Home-Style Restaurant di Conway (Arkansas) con un amico ma, quando a quest'ultimo fu negato l'ingresso perché non possedeva i tre dollari che servivano per acquistare il biglietto d'entrata, venne colto da raptus omicida: impugnata la sua pistola calibro .38, sparò diversi colpi ferendo due persone ed uccidendone una (Arthur Criswell, colpito alla gola e sulla fronte e deceduto quasi all'istante). Abbandonata la scena del delitto a bordo della macchina di un amico, vagò senza meta per tre giorni, soggiornando tra boschi o a casa di alcuni suoi parenti.
Il 24 marzo sua sorella lo convinse a costituirsi, a patto che la resa fosse avvenuta davanti al delegato distrettuale Robert Martin, che egli conosceva sin da quanto era bambino. Raggiunto dall'agente Robert Martin, Rector dapprima finse di accettare l'arresto di buon grado ma poi, approfittando di una distrazione dell'ufficiale, gli sparò sulla mascella e sul collo, ferendolo mortalmente. Poco dopo tentò di suicidarsi sparandosi sulla tempia: subito notato da altri poliziotti e da loro trasportato in ospedale, sopravvisse alle operazioni chirurgiche seppur ridotto in uno stato di lobotomia. 
Processato per il duplice omicidio, i suoi legali sostennero che non era in grado di affrontare il processo (secondo la legge federale e la legge dell'Arkansas, non è possibile giustiziare un condannato che sia menomato mentale); tuttavia il giudice George F. Hartje decretò invece che Rector avesse la possibilità di farlo e successivamente lo condannò a morte. Un ricorso contro la sentenza venne respinto nel 1991 e l'esecuzione fu eseguita nel gennaio 1992 tramite iniezione letale: ad essa assistette anche il candidato democratico alla Casa Bianca Bill Clinton, governatore dell'Arkansas, che lo fece per smentire le voci che lo volevano "troppo morbido" nei confronti della criminalità.